# JZ Microphones
JZ Microphones (латыш. Juris Zariņš Microphones) — латвийский производитель профессиональных микрофонов и аксессуаров записи.

## История
JZ Microphones создана в 2007 году в Риге образованным ювелиром Юрисом Зариньшем. После 20 летнего опыта ремонта микрофонов Neumann, AKG,Telefunken и участия в производстве микрофонов Blue и Violet он начал производить собственную линию микрофонов. Идея JZ Microphones было объединить знание о признанных и известных микрофонах с инновациями и оригинальными дизайнерскими решениями.

## Микрофоны и аксессуары
JZ Microphones производит 10 моделей микрофонов, в создании которых использует 24 патента, принадлежащих компании. Большинство микрофонов сделаны с использованием технологии "Golden Drop" - несколько иной процесс золочения капсулы; в результате звук становится намного естественнее и чище ,  также микрофоны JZ отличаются оригинальным дизайном. Одна из самых популярных моделей серии - Black Hole. Ее отличает уникальный дизайн с отверстием в корпусе, который делает подключение проще и уменьшает ненужные звуки.
Звукорежиссеры, которые используют JZ Microphones:
- Andy Gill
- Sylvia Massy
- Dave Jerden
- Michael Wagener
- Rafa Sardina
- Bryan Carlstrom
- Rob Chiarelli
- Marc Urselli